# Оптическая запись информации
Историю оптической записи можно разделить на несколько отдельных важных вкладов. Пионеры оптической записи работали независимо, и их разработки можно разбить на несколько этапов 
- светоотражающий диск (Компан и Крамер)
- прозрачный диск (Грегг)
- дискета (Рассел)
- жесткий диск (Компан и Крамер)
- сфокусированный лазерный луч для считывания через прозрачную подложку (Компан и Крамер).

## Грегг 1958
Технология  Laserdisc, с использованием прозрачного диска  была изобретена Дэвид Пол Грегг в 1958 году (и запатентованная в 1961 и 1990 годах).   К 1969 году Philips разработал видеодиск в отражающем режиме, который имеет большие преимущества по сравнению с прозрачным режимом. MCA и Philips решили объединить свои усилия. Они впервые публично продемонстрировали видеодиск в 1972 году. Laserdisc был впервые представлен на рынке в Атланте 15 декабря 1978 года, через два года после видеомагнитофона VHS и за четыре года до CD, который основан на технологии Laserdisc. Philips выпустила плееры и MCA диски. Сотрудничество Philips / MCA не было успешным и прекратилось через несколько лет. Несколько ученых, ответственных за ранние исследования (Джон Уинслоу, Ричард Уилкинсон и Рэй Дакин), основали корпорацию оптических дисков (ныне ODC Nimbus ).

## Рассел 1965
Работая в Тихоокеанской северо-западной национальной лаборатории, Джеймс Рассел изобрел оптическую систему хранения для цифрового аудио и видео, запатентовав концепцию в 1970 году. 
Самые ранние патенты Рассела, США 3 501 586 и 3 795 902 были поданы в 1966 и 1969 гг. Соответственно.   Он построил прототипы, первый из которых заработал в 1973 году.
Рассел нашел способ записывать цифровую информацию на светочувствительную пластину в крошечных темных пятнах, каждое из которых по одному микрометру от центра к центру, с помощью лазера, который записывал двоичные структуры. Первый оптический диск Рассела заметно отличался от возможного продукта на компакт-диске: диск в проигрывателе не читался лазерным светом. Ключевой характеристикой изобретения Рассела является то, что для чтения диска не используется лазер, вместо этого весь диск или продолговатый считываемый лист освещается большим источником света для воспроизведения на задней стороне прозрачной фольги . В результате плотность информации относительно низкая.
К 1985 году Рассел получил более 25 патентов на различные технологии, связанные с оптической записью и воспроизведением.  Интеллектуальная собственность Рассела была куплена компанией Optical Recording Corporation (ORC) в Торонто в 1985 году, и эта фирма уведомила ряд производителей компакт-дисков, что их технология CD основана на патентах, которыми владеет ORC. В 1987 году ORC подписала соглашение с Sony, согласно которому Sony платит за лицензирование технологии. Далее следуют лицензии от Philips и других. Компания Warner Communications не подписала соглашение и подала в суд на ORC. В 1992 году крупному производителю компакт-дисков, который теперь называется Time Warner, были предъявлены претензии на 30 миллионов долларов США за нарушения патента ORC. 
В патенте 1970 года диаметр пятна составлял около 10 микрометров. Таким образом, плотность информации об ареале была примерно в сто раз меньше, чем у компакт-диска, который был разработан позднее. Рассел продолжал совершенствовать концепцию в течение 1970-х годов.  Philips и Sony, однако, смогли вложить гораздо больше ресурсов в параллельное развитие концепции, и всего за несколько лет получили меньший и более сложный продукт. Различные партнеры и предприятия Рассела не смогли произвести ни одного потребительского продукта. 

## Корпел 1968
Адриан Корпел работал в корпорации Zenith Electronics Corporation, когда он разрабатывал очень ранние оптические системы видеодисков, включая голографическое хранилище.

## Крамер и Компаан 1969
Разработка Philips технологии видеодисков началась в 1969 году с усилий голландских физиков Клааса Компана и Пита Крамера по записи видеоизображений в голографическом виде на диск.   Их прототип Laserdisc, показанный в 1972 году, использовал лазерный луч в отражающем режиме, чтобы прочитать дорожку ям, используя FM-видеосигнал. Вместе с MCA компания Philips выпустила оптический видеодиск на рынок в 1978 году. Сотрудничество между Philips и MCA длилось недолго и прекратилось через несколько лет.

## Имминк и Дои 1979
Компакт-диск (CD), основанный на технологии MCA / Philips Laserdisc, был разработан рабочей группой Sony и Philips в 1979-1980 годах. Тоши Дои и Кис Шухамер Имминк создали цифровые технологии, которые превратили аналоговый лазерный диск в недорогой цифровой аудиодиск высокой плотности.  Компакт-диск, доступный на рынке с октября 1982 года, остается стандартным физическим носителем для продажи коммерческих аудиозаписей.
Стандартные компакт-диски имеют диаметр 120   мм и может вмещать до 80 минут аудио (700   МБ данных). Mini CD имеет различные диаметры от 60 до 80   мм; иногда они используются для синглов CD или драйверов устройств, сохраняя до 24 минут аудио. Позднее эта технология была адаптирована и расширена для включения CD-ROM для хранения данных, CD-R для хранения аудио и данных с однократной записью, CD-RW для перезаписываемых носителей, Super Audio CD ( SACD ), компакт-дисков Video ( VCD ), компакт-дисков Super Video ( SVCD ), PhotoCD, PictureCD, CD-i и расширенный CD. CD-ROM и CD-R остаются широко используемыми технологиями в компьютерной индустрии. Компакт-диск и его расширения были чрезвычайно успешными: в 2004 году мировые продажи аудио CD, CD-ROM и CD-R достигли около 30 миллиардов дисков. К 2007 году во всем мире было продано 200 миллиардов компакт-дисков. 